# Otacilia tham
Espèce
Otacilia tham est une espèce d'araignées aranéomorphes de la famille des Phrurolithidae.

## Distribution
Cette espèce est endémique de la province de Vientiane au Laos,. Elle se rencontre à Vang Vieng dans la grotte Tham Loup.

## Description
La carapace de la femelle paratype mesure 1,07 mm de long sur 0,82 mm et l'abdomen 1,30 mm de long sur 0,90 mm.
La carapace du mâle décrit par Jäger et Nophaseud en 2025 mesure 1,06 mm de long sur 0,85 mm et l'abdomen 1,13 mm de long sur 0,77 mm.

## Systématique et taxinomie
Cette espèce a été décrite par Jäger en 2022.

## Étymologie
Son nom d'espèce lui a été donné en référence au lieu de sa découverte, la grotte Tham Loup.

## Publication originale
- Jäger, 2022 : « Otacilia tham spec. nov. and O. saszykaska spec. nov. from Laos, the first two cave-dwelling guardstone spiders (Arachnida: Araneae: Phrurolithidae). » Acta Arachnologica, vol. 71, no 2, p. 147-155 (texte intégral).